# Śaktyzm

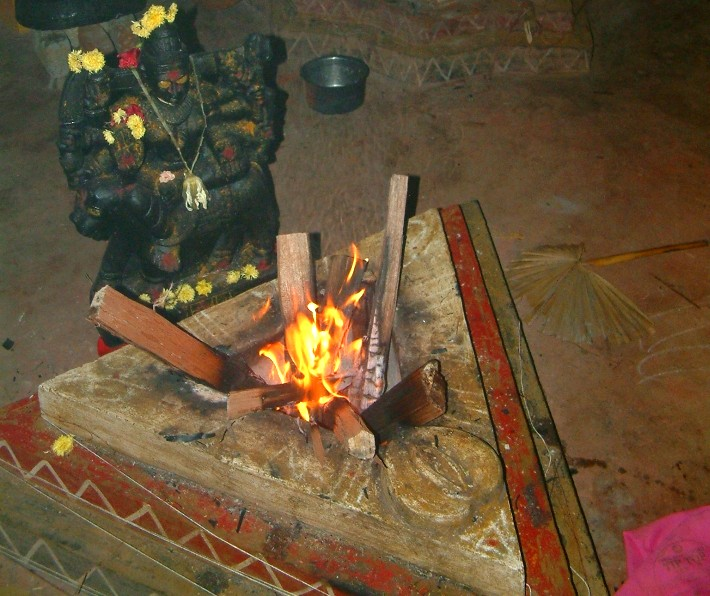
Kult bogini

Śaktyzm – indyjski kult Bogini, żeńskiego aspektu Boga – Absolutu. Bogini ogólnie zwana Śakti lub Dewi stanowi podstawę zarówno ludowej, jak i intelektualistycznej religijności indyjskiej. W obrębie hinduizmu istnieją trzy główne nurty religijno-duchowe, a śaktyzm jest najmniejszym z nich, słusznie kojarzonym z tantrą. Pozostałe dwa nurty to wisznuizm oraz śiwaizm. Pisma i traktaty znane jako tantry stanowią podstawę nauczania i idei prezentowanych przez śaktyzm, uznawany też za nurt bardzo mistyczny, ezoteryczny czy magiczny.

## Wybrane teksty śaktyzmu
Brahmandapurana – purana nr 18 z wielkich puran.
Dewibhagawatapurana – purana nr 5 według numeracji wielkich puran.

## Postacie bogiń
Istnieje dobrze znany panteon trzech Bogiń, żeńskiej trójcy, która w hinduizmie łączy i zespala trzy największe nurty religijne. Śri Saraswati to małżonka Brahmy, Śri Lakszmi jest małżonką Boga Wisznu, a Śri Parwati to małżonka Boga Śiwa. Bogini jest ciepło i dobrotliwie nazywana Matką (Ma (tytuł), Amma) lub Mateczką (Ambika) i reprezentowana przez linię Świętych Kobiet pełniących rolę Guru – mistrzyń i przewodniczek życia duchowego o wielkiej osobistej charyzmie, wiedzy i umiejętności.
Każda z form kultowych posiada kilkanaście ważniejszych odmian nazywanych osobnym imieniem i bardzo dokładnie opisywanych. Najbardziej znane imiona Bogini Śakti-Kundalini to Dewi, Kali, Durga, Parwati, Uma, Sati, Annapurna, Lalita, Kamala, Śriwidja.

## Formy kultu
Kultywuje się codzienne praktyki wielbienia 108, 300 lub 1008 świętych imion – właściwości przynależnych do Bogini, które człowiek powinien rozwijać w swej drodze udoskonalania i rozwoju wewnętrznego. Najbardziej popularnym zbiorem takich cech – imion jest Lalita-Sahasra-Nama ( Tysiąc imion Bogini Śri Lalita Dewi).

### Mantry
Przykładowe krótkie mantry Kultu Bogini:
- Om Śaktyai Namah! – Boskiej Mocy i Potędze Chwała!
- Om Durgyai Namah! – Bogini Zwycięskiej Chwała!
- Om Lalityai Namah! – Bogini Piękna Chwała!
- Om Parwatyai Namah! – Dobrotliwej Bogini Chwała!
- Om Kālyai Namah! – Bogini Czasu Chwała!

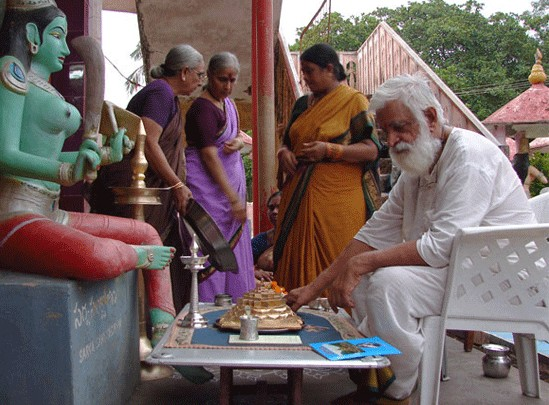
Ceremonia ze Śri Meru jantrą

## Ścieżki śaktyzmu
W śiaktyzmie wyróżnić można dwie ścieżki:
- Dakszinamarga (ścieżka prawa) – głównie czciciele Wisznu i Śiwy
- Wamamarga (ścieżka lewa) – doktryny tantryczne, główny tekst ścieżki -„Kaula-Upanisad”

## Święte miejsca śaktyzmu
- Bhubaneśwar (stan Orisa, Indie) – miasto, świątynie, święta ku czci Kali
- Kanjakumari (stan Tamil Nadu, Indie) – na wysuniętym najdalej na południe cyplu Indii znajduje się świątynia Kumari Amman poświęcona Parwati w jej aspekcie dziewiczej bogini, kilka festiwali
- Maduraj (stan Tamil Nadu, Indie) – jedno z najstarszych miast południa Indii, świątynie, festiwale
- Kamakhya (stan Asam, Indie) – jedno z większych miejsc pielgrzymkowych bogini. Znajduje się tu świątynia Kamakhyi (Kamakszi)